# 27 juni
27 juni är den 178:e dagen på året i den gregorianska kalendern (179:e under skottår). Det återstår 187 dagar av året.

## Återkommande bemärkelsedagar

### Nationaldagar
- Djiboutis nationaldag (till minne av självständigheten från Frankrike denna dag 1977)

## Namnsdagar

### I den svenska almanackan
- Nuvarande – Selma och Fingal
- Föregående i bokstavsordning
  - Crescens – Namnet fanns, till minne av Sankt Crescens en av aposteln Paulus medhjälpare, på dagens datum före 1901, då det utgick.
  - Fingal – Namnet infördes 1901 på 16 oktober. Där fanns det fram till 2001, då det flyttades till dagens datum.
  - Herta – Namnet infördes 1986 på 16 mars. 1993 flyttades det till dagens datum, men utgick 2001.
  - Selim – Namnet infördes på dagens datum 1986, men utgick 1993.
  - Selma – Namnet infördes på dagens datum 1901 och har funnits där sedan dess.
  - Selmer – Namnet infördes på dagens datum 1986, men utgick 1993.
- Föregående i kronologisk ordning
  - Före 1901 – Crescens
  - 1901–1985 – Selma
  - 1986–1992 – Selma, Selim och Selmer
  - 1993–2000 – Selma och Herta
  - Från 2001 – Selma och Fingal
- Källor
  - Brylla, Eva (red.): Namnlängdsboken, Norstedts ordbok, Stockholm, 2000. ISBN 91-7227-204-X
  - af Klintberg, Bengt: Namnen i almanackan, Norstedts ordbok, Stockholm, 2001. ISBN 91-7227-292-9

### Finlandssvenska almanackan
- Nuvarande från 2020[1] – Elvi, Elvira
- I föregående revideringar[a][2]
  - 1929–2019 – Elvira, Elvi

## Händelser
- 678 – Sedan Donus har avlidit den 11 april väljs Agatho till påve vid omkring 101 års ålder (då han är född omkring 577). Han förblir ändå påve i två och ett halvt år, innan han avlider i början av 681, vid 103 års ålder.
- 1318 – Då Sverige för tillfället står utan kung, sedan Birger Magnusson har blivit avsatt under våren, väljs Mats Kettilmundsson till Sveriges drots och rikshövitsman (överbefälhavare) vid ett möte i Skara. Därmed är han den högste makthavaren i landet och förblir så i drygt ett år. Vid denna tid kämpar både den avsatte kungen och hans svägerska, hertiginnan Ingeborg Håkansdotter för att försöka ta makten och Birger får bland annat hjälp av sin släkting kung Erik Menved av Danmark. Därför går Kettilmundsson under hösten in i Skåne och besegrar danskarna i slaget vid Mjölkalånga med sin här. Därmed kan han i november samma år sluta stilleståndet i Roskilde, som gör slut på kriget med Danmark. På våren 1319 beger han sig till Gotland, för att försöka fånga Birger, som tar sin tillflykt dit. Visserligen lyckas Birger fly från ön innan man får tag på honom, men genom Kettilmundssons fälttåg återtas Gotland i den svenska kronans namn (även om landet alltså då saknar kung). Hans sista insats som landets högste styresman blir att se till att den avsatte Birgers treårige brorson Magnus Eriksson väljs till kung den 8 juli 1319, varvid Kettilmundsson nedlägger sitt rikshövitsmannaskap. Han blir några år senare hövitsman i Finland, där han avlider i maj 1326.
- 1358 – Sedan den italienska republiken Venedig genom fördraget i Zadar den 18 februari har tvingats avstå från alla sina anspråk på Dalmatiens kust grundas denna dag Republiken Ragusa i området. Den upplever sin höjdpunkt under 1400- och 1500-talen, men trots att den ofta hotas av det mäktiga intilliggande Osmanska riket lyckas republiken behålla sin självständighet i 450 år, innan den franske kejsaren Napoleon I:s styrkor intar huvudstaden Dubrovnik och fransmännen låter upplösa republiken och inlemma den i sitt italienska kungadöme 1808.
- 1571 – Jesus College vid Oxfords universitet grundas av drottning Elisabet I av England. Colleget är det första protestantiska colleget att grundas i Oxford.
- 1676 – En dansk styrka på 2 000 man, ledd av den nederländske amiralen Cornelis Tromp, landstiger vid Ystad på skånska sydkusten,[3] sedan Tromp har fått order om detta den 19 juni.[4] Danskarna beskjuter staden och den ungefär hälften så stora svenska styrkan där (bestående av en mindre avdelning infanteri och en kavalleristyrka[5] ur Livregementet[6]) tvingas så småningom ge upp staden och fly, antingen mot Malmö[5] eller Kristianstad.[6] Detta är emellertid en avledningsmanöver,[7][6] då den verkliga danska landstigningen i Skåne under det pågående skånska kriget genomförs två dagar senare vid Råå fiskeläge strax söder om Helsingborg.[7][8][5] Det är något oklart om det faktum att danskarna då inte möter något motstånd beror på ”Diversionen vid Ystad”[6] eller att den svenska krigsledningen inser att den svenska armén är för svag[5] och inte kommer hinna fram till Helsingborg i tid.[9]
- 1743 – En kombinerad brittisk-hannoversk-österrikisk styrka på 35 000–37 000 man, ledd av den brittiske kungen Georg II, besegrar en fransk styrka på 23 000 man i slaget vid Dettingen (nuvarande Karlstein am Main i Bayern) under det österrikiska tronföljdskriget.[b] Genom den franska förlusten misslyckas fransmännen med att vinna kriget i ett slag. En fransk seger skulle ha lett till att den allierade armén skulle ha tvingats kapitulera eller svälta och Georg II skulle ha blivit den franske kungen Ludvig XV:s fånge. Detta blir sista gången en brittisk monark personligen leder sina trupper i strid, på slagfältet.
- 1895 – Tåget Royal Blue körs för första gången, vilket sker mellan de amerikanska städerna Washington, D.C. och New York på Baltimore and Ohio Railroads järnväg. Detta blir första gången i amerikansk historia, som ett passagerartåg körs med elektriska lok, men det dröjer till andra halvan av 1900-talet, innan elloken på allvar börjar ersätta ångloken.
- 1905 – Under den under året utbrutna revolutionen i Ryssland gör manskapet på pansarkryssaren Potemkin i Svarta havet myteri mot sina befäl, då andrekaptenen Ippolit Giljarovskij hotar att bestraffa besättningen, när de vägrar äta den ruttna och maskangripna mat de blir tilldelade. Myteristerna dödar sju av fartygets åtta officerare, inklusive kaptenen Jevgenji Golikov och erövrar också eskortbåten Ismail, som har levererat den ruttna maten. Under de följande dagarna seglar de runt på Svarta havet, medan myndigheterna försöker få dem att ge sig eller sänka fartyget, vilket dock misslyckas, då besättningarna på de fartyg, som skickas mot Potemkin vägrar bära hand mot myteristerna. Efter en dryg vecka sänker besättningen själva fartyget i den rumänska staden Constanțas hamn, varifrån fartyget så småningom bogseras tillbaka till den ryska staden Odessa.
- 1977 – Kolonin Franska Afar- och Issaterritoriet (som tio år tidigare har ombildats ur Franska Somaliland) blir självständig från moderlandet Frankrike under namnet Republiken Djibouti,[10] sedan 98,8 % av den röstberättigade befolkningen har sagt ja till självständighet genom en folkomröstning tidigare samma dag. I samband med självständigheten blir områdets premiärminister Hassan Gouled Aptidon Djiboutis president och han innehar posten till 1999, då han snart gör landet till en enpartistat, där han flera gånger kan bli omvald utan motstånd.
- 1981 – Organisationen för afrikansk enhet (engelska: Organization for African Unity; OAU) undertecknar i Kenyas huvudstad Nairobi den afrikanska stadgan om mänskliga och folkens rättigheter (engelska: African Charter on Human and Peoples’ Rights), som även blir känd som Banjulstadgan (då stadgans kontrollorgan Afrikanska kommissionen stiftas i Banjul i Gambia 1987) och är en afrikansk motsvarighet till Europakonventionen. Stadgan träder i kraft 21 oktober 1986 och är ratificerad av samtliga av OAU:s (numera Afrikanska unionen; AU) 53 medlemsstater.
- 2007 – Den brittiske premiärministern Tony Blair avgår efter tio år på posten och efterträds av Gordon Brown (Brown har även efterträtt Blair som Labourpartiets partiledare den 24 juni, en post Blair har innehaft i 13 år). Blair har därmed blivit unik i brittisk politik, genom att bli den längst sittande labourledaren, den ende labourledare, som har lett sitt parti till tre på varandra följande valsegrar och den ende labourpolitiker, som har varit brittisk premiärminister flera gånger i rad.
- 2008 – Eftersom ingen kandidat har fått egen majoritet i första omgången av presidentvalet i Zimbabwe hålls denna dag en andra omgång mellan den sedan 1980 sittande presidenten Robert Mugabe från partiet Zimbabwe African National Union – Patriotic Front (Zanu-PF) och utmanaren Morgan Tsvangirai från Movement for Democratic Change (MDC). En vecka före andra valomgången har Tsvangirai meddelat, att han vill dra tillbaka sin kandidatur, på grund av upprepat våld mot hans anhängare över hela landet, men den zimbabwiska valmyndigheten har meddelat, att tillbakadragandet har kommit för sent för att godkännas. Valet genomförs därför mellan de båda kandidaterna, men Mugabe får 85,5 % av rösterna och Tsvangirai 9,3 % (trots att Mugabe i första omgången fick 43,2 % mot Tsvangirais 47,9 %), vilket leder till omfattande anklagelser om valfusk, även internationellt.

## Födda
- 1350 – Manuel II Palaiologos, bysantinsk kejsare från 1391
- 1462 – Ludvig XII, kung av Frankrike 1498–1515 och av Neapel 1501–1504
- 1550 – Karl IX, kung av Frankrike 1560–1574
- 1627 – Claes Depken, adlad Anckarström, bergmästare
- 1806 – Augustus De Morgan, brittisk matematiker
- 1807 – Erik Gustaf Lilliehöök, svensk militär och riksdagsman
- 1838 – Bankim Chandra Chatterjee, indisk författare
- 1846 – Charles Stewart Parnell, irländsk statsman och politiker
- 1854 – Niels Neergaard, dansk historiker och politiker, Danmarks konseljpresident 1908–1909, statsminister 1920–1924
- 1859 – Alma Bodén, svensk operettsångare och skådespelare
- 1869
  - Emma Goldman, rysk-kanadensisk internationell anarkist
  - Hans Spemann, tysk zoolog, mottagare av Nobelpriset i fysiologi eller medicin 1935
- 1880 – Helen Keller, amerikansk dövblind författare, aktivist och föreläsare
- 1884
  - Josef Norman, svensk operettsångare och skådespelare
  - Oscar Winge, svensk skådespelare, regissör, teaterledare och friidrottare
- 1899 – Juan Trippe, amerikansk företagare och flygpionjär
- 1907 – Buford Ellington, amerikansk demokratisk politiker, guvernör i Tennessee 1959–1963 och 1967–1971
- 1908 – Anna Lisa Berkling, svensk journalist
- 1913
  - Birgit Eggers, svensk skådespelare
  - Carl Ivar Ståhle, språkvetare, ledamot av Svenska Akademien 1974-1980
- 1931 – Martinus J.G. Veltman, nederländsk fysiker, mottagare av Nobelpriset i fysik 1999
- 1941
  - Mike Honda, amerikansk demokratisk politiker, kongressledamot 2001–2017
  - Michael Kallaanvaara, finländsk-svensk skådespelare
  - Krzysztof Kieślowski, polsk regissör och manusförfattare
- 1942 – Christer Abrahamsen, svensk regissör, manusförfattare, producent, produktionsledare och regiassistent
- 1943 – David Clelland, brittisk labourpolitiker, parlamentsledamot 1985–2010
- 1945 – David Scott, amerikansk demokratisk politiker, kongressledamot 2003–
- 1951
  - Mary McAleese, irländsk politiker, Irlands president 1997–2011
  - Ulf Andersson, svensk schackspelare
- 1952
  - Janne Josefsson, svensk journalist och programledare
  - Rita Russek, tysk skådespelare
- 1954 – Ron Kirk, amerikansk demokratisk politiker
- 1955 – Isabelle Adjani, fransk skådespelare
- 1959
  - Janusz Kaminski, polsk-amerikansk filmfotograf
  - Jeff Miller, amerikansk republikansk politiker, kongressledamot 2001–2017
- 1963 – Fredrik Lindström, svensk komiker, filmregissör, programledare och språkvetare
- 1965 – Daniel Helldén, svensk politiker, språkrör för Miljöpartiet 2023–
- 1966
  - J.J. Abrams, amerikansk regissör, manusförfattare, producent och skådespelare
  - Aigars Kalvītis, lettisk politiker, Lettlands premiärminister 2004–2007
- 1968 – Kelly Ayotte, amerikansk republikansk politiker, senator för New Hampshire 2011–2017
- 1971 – Jo Frost, brittisk nanny och TV-personlighet
- 1972 – Kim Sulocki, svensk skådespelare, röstskådespelare och musikalartist
- 1975
  - Dennis van der Geest, nederländsk judoutövare
  - Tobey Maguire, amerikansk skådespelare och producent
  - Bianca Del Rio, amerikansk skådespelare och komiker
- 1977 – Raúl González Blanco, spansk fotbollsspelare
- 1979 – Jesper Rönndahl, svensk komiker och radiopratare
- 1984 – Khloé Kardashian, amerikansk TV-personlighet och modell
- 1985
  - Patrik Fahlgren, svensk handbollsspelare
  - Svetlana Kuznetsova, rysk tennisspelare
- 1986
  - Drake Bell, amerikansk skådespelare och artist
  - Sam Claflin, brittisk skådespelare
- 1987
  - Ed Westwick, brittisk skådespelare och sångare
  - Gustav Kasselstrand, svensk politiker, SDU:s förbundsordförande 2011–2015, partiledare för Alternativ för Sverige 2018–
- 1989 – Matthew Lewis, brittisk skådespelare
- 1997 – H.E.R., amerikansk sångerska och låtskrivare
- 1999 – Chandler Riggs, amerikansk skådespelare

## Avlidna
- 444 – Kyrillos, ortodoxt kristen kyrkolärare och helgon, patriark av Alexandria
- 1777 – William Dodd, 48, brittisk präst och skriftställare
- 1794 – Wenzel Anton Kaunitz, 83, österrikisk statsman och diplomat
- 1831 – Sophie Germain, 55, fransk matematiker och filosof
- 1844
  - Joseph Smith, 38, amerikansk religiös ledare, grundare av mormonkyrkan
  - Hyrum Smith, 44, amerikansk jordbrukare och mormonledare, bror till Joseph Smith
- 1870 – George Villiers, 4:e earl av Clarendon, 70, brittisk politiker, Storbritanniens utrikesminister
- 1878 – Sidney Breese, 77, amerikansk demokratisk politiker och jurist, senator för Illinois
- 1895 – Sophie Adlersparre, 71, svensk friherrinna, pionjär inom den svenska kvinnorörelsen
- 1905 – Harold Mahony, 38, irländsk tennisspelare
- 1922 – Leonard Typpö, 54, finländsk diktare, riksdagsman och lantbrukare
- 1928 – Robert B. Mantell, 74, brittisk-amerikansk skådespelare
- 1945 – Emil Hácha, 72, tjeckoslovakisk jurist och politiker
- 1952 – Elmo Lincoln, 63, amerikansk skådespelare
- 1971 – Thomas E. Martin, 78, amerikansk republikansk politiker, senator för Iowa
- 1972 – Signe Eklöf, 91, svensk skådespelare och opera- och operettsångerska
- 1975 – Robert Stolz, 94, österrikisk kompositör
- 1980 – Walter Dornberger, 84, tysk militär och ingenjör
- 1992
  - Georg Årlin, 75, svensk skådespelare och regissör
  - Hanser Lina Göransson, 84, svensk operasångare
- 1993 – Wolfgang Grams, 40, tysk terrorist, medlem av Röda armé-fraktionen
- 2001
  - Tove Jansson, 86, finlandssvensk författare och konstnär, mest känd för böckerna om Mumintrollen
  - Jack Lemmon, 76, amerikansk skådespelare och regissör
- 2002
  - John Entwistle, 57, brittisk musiker, basist, sångare och låtskrivare, medlem i gruppen The Who
  - Sigvard Hammar, 66, svensk journalist och programledare
- 2003
  - Carl Bernadotte, 92, svensk-belgisk prins
  - David Newman, 66, amerikansk manusförfattare
- 2008 – Lenka Reinerová, 92, tjeckisk författare
- 2009 – Willy Kyrklund, 88, sverigefinlandssvensk författare, hedersdoktor vid Uppsala universitet
- 2011
  - Mike Doyle, 64, engelsk fotbollsspelare
  - Orvin B. Fjare, 93, amerikansk republikansk politiker, kongressledamot
  - Richard Harding Poff, 87, amerikansk republikansk politiker och jurist, kongressledamot
  - Charles W. Whalen, 90, amerikansk republikansk politiker, kongressledamot
- 2014
  - Leslie Manigat, 83, haitisk politiker, president
  - Bobby Womack, 70, amerikansk soulmusiker, sångare och låtskrivare
- 2015 – Chris Squire, 67, brittisk musiker, medlem i gruppen Yes
- 2016 – Bud Spencer, 86, italiensk skådespelare
- 2017 − Michael Nyqvist, 56, svensk skådespelare och författare
- 2020 – Linda Cristal, 89, argentinsk-amerikansk skådespelare
- 2021 – Peps Persson, 74, svensk musiker
- 2022 – Carl-Uno Sjöblom, 91, svensk radioman och TV-personlighet